# Semnosoma porteri
Semnosoma porteri är en mångfotingart som beskrevs av Filippo Silvestri 1903. Semnosoma porteri ingår i släktet Semnosoma och familjen Dalodesmidae. Inga underarter finns listade i Catalogue of Life.